# Rio Meão
Rio Meão es una freguesia portuguesa del concelho de Santa Maria da Feira, con 6,47 km² de superficie y 4.688 habitantes (2001). Su densidad de población es de 724,6 hab/km².